# Dalstjärnen (Fors socken, Jämtland)
Dalstjärnen är en sjö i Ragunda kommun i Jämtland och ingår i Indalsälvens huvudavrinningsområde. Sjön har en area på 0,089 kvadratkilometer och ligger 373,7 meter över havet.

## Delavrinningsområde
Dalstjärnen ingår i det delavrinningsområde (697646-153982) som SMHI kallar för Mynnar i Kvarnån. Medelhöjden är 330 meter över havet och ytan är 35,03 kvadratkilometer. Det finns inga avrinningsområden uppströms utan avrinningsområdet är högsta punkten. Skavån som avvattnar avrinningsområdet har biflödesordning 3, vilket innebär att vattnet flödar genom totalt 3 vattendrag innan det når havet efter 76 kilometer. Avrinningsområdet består mestadels av skog (80 procent). Avrinningsområdet har 1,08 kvadratkilometer vattenytor vilket ger det en sjöprocent på 3,1 procent.